# Brinkhurstia americanus
Brinkhurstia americanus är en ringmaskart som först beskrevs av Brinkhurst 1964.  Brinkhurstia americanus ingår i släktet Brinkhurstia och familjen Alluroididae. Inga underarter finns listade i Catalogue of Life.